# Paulistânia
Paulistânia é um município brasileiro do estado de São Paulo. Sua população estimada pelo IBGE em 2024 era de 2.146 habitantes.

## História

### Formação territorial-administrativa
Histórico da formação do município:
- O Decreto Nº 6.790 de 23/10/1934 cria o distrito no município de Agudos com a denominação de Bandeirantes.
- Em 1944 passou a ter a atual a denominação.
- Município criado pela Lei nº 9.330, de 27/12/1995.

## Geografia
Localiza-se a uma latitude 22º34'42" sul e a uma longitude 49º24'10" oeste, estando a uma altitude de 645 metros. Possui uma área de 257,22 km².

### Hidrografia
- Rio Turvo
- Rio Alambari

### Rodovias
- SP-225

## Demografia

### População
| Crescimento populacional                             | Crescimento populacional | Crescimento populacional | Crescimento populacional |
| Ano                                                  | População Total          |                          | %±                       |
| ---------------------------------------------------- | ------------------------ | ------------------------ | ------------------------ |
| 2000                                                 | 1 779                    |                          | —                        |
| 2010                                                 | 1 779                    |                          | 0,0%                     |
| 2022                                                 | 2 090                    |                          | 17,5%                    |
| Est. 2024                                            | 2 146                    | [ 8 ]                    | 2,7%                     |
| Fontes: Censos Demográficos IBGE e Estimativas SEADE |                          |                          |                          |

### Dados demográficos
Dados do Censo - 2000
População total: 1.779
- Urbana: 999
- Rural: 780
- Homens: 941
- Mulheres: 838
- Densidade demográfica (hab./km²): 6,92
- Mortalidade infantil até 1 ano (por mil): 7,65
- Expectativa de vida (anos): 76,37
- Taxa de fecundidade (filhos por mulher): 2,56
- Taxa de alfabetização: 85,14%
- Índice de Desenvolvimento Humano (IDH-M): 0,774
- IDH-M Renda: 0,667
- IDH-M Longevidade: 0,856
- IDH-M Educação: 0,800

(Fonte: IPEADATA)

## Política e administração
- Prefeito: Dr PAULO AUGUSTO GRANCHI (2017/2020)
- Vice-prefeito: CARLOS ROBERTO MARQUES
- Presidente da câmara:JOSE MAURO CADAMURO

## Infraestrutura

### Comunicações
O sistema de telefones automáticos, assim como o sistema de discagem direta à distância (DDD) com o código de área (0142), foram implantados pela Telecomunicações de São Paulo (TELESP).
Na década de 90 o código DDD da cidade foi alterado para (014), para padronização do sistema telefônico com a telefonia celular que estava sendo implantada em todo o estado.

## Religião
O Cristianismo se faz presente na cidade da seguinte forma:

### Igreja Católica
- A igreja faz parte da Diocese de Bauru.[16]

### Igrejas Evangélicas
Entre as igrejas protestantes históricas, pentecostais e neopentecostais, encontram-se na cidade:
- Assembleia de Deus Ministério do Belém.[19][20]
- Congregação Cristã no Brasil.[21]